# Đôi tai ngoại cảm
"Đôi tai ngoại cảm" (tiếng Hàn: 너의 목소리가 들려; Romaja: Neoui Moksoriga Deulryeo; tiếng Anh:I Can Hear Your Voice) là một bộ phim truyền hình Hàn Quốc 2013 với sự tham gia của diễn viên Lee Bo-young, Lee Jong-suk và Yoon Sang-hyun. Phim được chiếu trên SBS từ 5 tháng 6 đến 1 tháng 8 năm 2013, vào mỗi thứ 4&5 lúc 21:55 gồm 18 tập
Tại Việt Nam, phim từng được TVM Corp. mua bản quyền và phát sóng trên kênh HTV3.

## Nội dung
Park Soo Ha, một cậu bé có khả năng đọc được suy nghĩ của người khác khi nhìn vào mắt đối phương. Trong lúc Soo Ha đi cùng cha thì cả hai cha con gặp tai nạn, 2 cha con tuy bị thương nặng nhưng vẫn sống sót, khi thấy người gây tai nạn là Min Joon Gook lại gần chỗ 2 cha con, người cha đã nhờ Joon Gook giúp đỡ nhưng Soo Ha do đọc được suy nghĩ của người khác nên biết rằng Joon Gook muốn giết cha cậu chứ không phải là vô tình gây tai nạn. Khi biết cha của Soo Ha còn sống, Joon Gook đã giết chết cha của Soo Ha ngay trước mặt cậu. Sau khi được cứu chữa, Soo Ha tìm đủ mọi cách để chứng minh là cha mình bị giết chứ không phải do tai nạn nhưng vì Soo Ha chỉ là một đứa trẻ con cho nên bên phía cảnh sát không tin cậu. Tuy nhiên, khi xảy ra vụ tai nạn, Jang Hye Sung - một nữ sinh trung học đã chứng kiến tất cả, cô bé đã tới phiên tòa làm chứng nên Joon Gook đã bị bắt và anh ta đe dọa Hye Sung là sau này sẽ giết chết cô. Sau phiên tòa, vì cảm kích việc làm của Hye Sung nên Soo Ha đã hứa với Hye Sung là sau này nếu gặp lại sẽ bảo vệ cô.
Mười năm sau, Soo Ha đã là một học sinh cấp 3, còn Hye Sung là một luật sư, hai người đã gặp lại nhau và Soo Ha luôn bên cạnh giúp đỡ Hye Sung. Trong khi đó, Joon Gook đã ra tù và vẫn nung nấu ý định trả thù Hye Sung.

## Diễn viên

### Diễn viên chính
- Lee Bo-young vai Jang Hye Sung
- Lee Jong-suk vai Park Soo Ha
- Yoon Sang Hyun vai Cha Kwan Woo
- Lee Da Hee vai Seo Do Hyun

### Diễn viên phụ
- Yoon Joo Sang vai Shin Sang Duk
- Kim Kwang Gyu vai Kim Gong Sook
- Choi Sung Joon vai Choi Yoo Chang
- Jung Dong Hwan vai Seo Dae Suk
- Kim Hae Sook vai Eo Choon Shim
- Jung Woong In vai Min Joon Gook
- Kim Ga Eun vai Go Sung Bin
- Kim Byung Ok vai Hwang Dal Joong
- Kim So Hyun vai thời niên thiếu của Jang Hye Sung

## Ratings
| Tập #      | Ngày phát sóng      | Tên tập phim                                           | Trung bình l khán giả xem | Trung bình l khán giả xem   | Trung bình l khán giả xem | Trung bình l khán giả xem   |
| Tập #      | Ngày phát sóng      | Tên tập phim                                           | TNmS Ratings              | TNmS Ratings                | AGB Nielsen Ratings       | AGB Nielsen Ratings         |
| Tập #      | Ngày phát sóng      | Tên tập phim                                           | Nationwide                | Seoul National Capital Area | Nationwide                | Seoul National Capital Area |
| ---------- | ------------------- | ------------------------------------------------------ | ------------------------- | --------------------------- | ------------------------- | --------------------------- |
| 1          | 5 tháng 6 năm 2013  | I Hear Your Voice                                      | 7.8%                      | 8.9%                        | 7.7%                      | 9.0%                        |
| 2          | 6 tháng 6 năm 2013  | Bad Girl, Good Girl                                    | 11.6%                     | 13.6%                       | 12.7%                     | 14.0%                       |
| 3          | 12 tháng 6 năm 2013 | I'll be there                                          | 14.0%                     | 16.5%                       | 15.0%                     | 16.5%                       |
| 4          | 13 tháng 6 năm 2013 | Him in My Vague Memory                                 | 17.3%                     | 20.1%                       | 16.1%                     | 17.5%                       |
| 5          | 19 tháng 6 năm 2013 | Words That Can't Be Trusted                            | 16.6%                     | 19.3%                       | 16.1%                     | 17.7%                       |
| 6          | 20 tháng 6 năm 2013 | Me, Abandoned All Alone at the Edge of the World       | 16.6%                     | 19.9%                       | 17.8%                     | 19.9%                       |
| 7          | 26 tháng 6 năm 2013 | Why Is a Sad Premonition Never Wrong?                  | 15.1%                     | 17.0%                       | 16.1%                     | 18.4%                       |
| 8          | 27 tháng 6 năm 2013 | For Whom Are You Living?                               | 18.1%                     | 20.7%                       | 16.4%                     | 18.1%                       |
| 9          | 3 tháng 7 năm 2013  | If Even You Leave in Difficult Days                    | 17.3%                     | 20.5%                       | 17.9%                     | 19.4%                       |
| 10         | 4 tháng 7 năm 2013  | Why Am I Lost Searching for Painful Memories?          | 19.8%                     | 23.2%                       | 19.7%                     | 20.9%                       |
| 11         | 10 tháng 7 năm 2013 | I'm Sorry, I Hate You                                  | 22.2%                     | 26.0%                       | 22.1%                     | 24.6%                       |
| 12         | 11 tháng 7 năm 2013 | Etude of Memories                                      | 22.2%                     | 25.8%                       | 22.8%                     | 24.8%                       |
| 13         | 17 tháng 7 năm 2013 | The One Word in My Heart That I Can't Keep Inside      | 22.6%                     | 25.7%                       | 21.6%                     | 23.7%                       |
| 14         | 18 tháng 7 năm 2013 | Things That I Have to Be Silent in My Memory           | 23.6%                     | 27.9%                       | 23.1%                     | 26.2%                       |
| 15         | 24 tháng 7 năm 2013 | I Don't Ruin Anything                                  | 24.2%                     | 27.4%                       | 23.0%                     | 24.8%                       |
| 16         | 25 tháng 7 năm 2013 | The Thieving Magpie Overture                           | 25.2%                     | 28.1%                       | 24.1%                     | 26.7%                       |
| 17         | 31 tháng 7 năm 2013 | Without Your Eyes, I Can't Even See in Front of Myself | 23.7%                     | 25.8%                       | 22.3%                     | 24.7%                       |
| 18         | 1 tháng 8 năm 2013  | Through the Light in the Darkness, You Remain with Me  | 26.2%                     | 29.0%                       | 23.1%                     | 24.8%                       |
| Trung bình | Trung bình          | Trung bình                                             | 19.1%                     | 22.0%                       | 18.8%                     | 20.7%                       |

## Giải thưởng và đề cử
| Năm  | Giải                                    | Thể loại                                          | Người nhận                               | Kết quả      |
| ---- | --------------------------------------- | ------------------------------------------------- | ---------------------------------------- | ------------ |
| 2013 | Mnet 20's Choice Awards                 | 20's Drama Star - Male                            | Lee Jong-suk                             | Đề cử        |
| 2013 | Mnet 20's Choice Awards                 | 20's Drama Star - Female                          | Lee Bo-young                             | Đề cử        |
| 2013 | Korea Drama Awards                      | Best Couple Award                                 | Lee Jong-suk và Lee Bo-young             | Đoạt giải    |
| 2013 | Korea Drama Awards                      | Excellence Award, Actor                           | Lee Jong-suk                             | Đoạt giải    |
| 2013 | Korea Drama Awards                      | Excellence Award, Actress                         | Lee Da-hee                               | Đề cử        |
| 2013 | Korea Drama Awards                      | Top Excellence Award, Actor                       | Jung Woong-in                            | Đoạt giải    |
| 2013 | Korea Drama Awards                      | Best Writer                                       | Park Hye-ryun                            | Đề cử        |
| 2013 | Korea Drama Awards                      | Best Production Director                          | Jo Soo-won                               | Đoạt giải    |
| 2013 | Korea Drama Awards                      | Best Drama                                        | I Can Hear Your Voice                    | Đề cử        |
| 2013 | Korea Drama Awards                      | Grand Prize (Daesang)                             | Lee Bo-young                             | Đoạt giải    |
| 2013 | APAN Star Awards                        | Best Couple Award                                 | Lee Jong-suk và Lee Bo-young             | Đoạt giải    |
| 2013 | APAN Star Awards                        | Acting Award, Actor                               | Jung Woong-in                            | Đoạt giải    |
| 2013 | APAN Star Awards                        | Excellence Award, Actor                           | Lee Jong-suk                             | Đoạt giải    |
| 2013 | APAN Star Awards                        | Top Excellence Award, Actress                     | Lee Bo-young                             | Đoạt giải    |
| 2013 | Mnet Asian Music Awards                 | Best OST                                          | "Why Did You Just Come Now?" - Jung Yeop | Đề cử        |
| 2013 | Korean Culture and Entertainment Awards | Top Excellence Award, Actor in Drama              | Lee Jong-suk                             | Đoạt giải    |
| 2013 | SBS Drama Awards                        | New Star Award                                    | Lee Da-hee                               | Đoạt giải    |
| 2013 | SBS Drama Awards                        | Top 10 Stars                                      | Lee Bo-young                             | Đoạt giải    |
| 2013 | SBS Drama Awards                        | Top 10 Stars                                      | Lee Jong-suk                             | Đoạt giải    |
| 2013 | SBS Drama Awards                        | Actor/Actress of the Year (selected by directors) | Lee Bo-young                             | Đoạt giải    |
| 2013 | SBS Drama Awards                        | Special Award, Actor in a Miniseries              | Jung Woong-in                            | Đoạt giải    |
| 2013 | SBS Drama Awards                        | Special Award, Actor in a Miniseries              | Kim Kwang-gyu                            | Đề cử        |
| 2013 | SBS Drama Awards                        | Special Award, Actress in a Miniseries            | Kim Hae-sook                             | Đề cử        |
| 2013 | SBS Drama Awards                        | Excellence Award, Actor in a Miniseries           | Lee Jong-suk                             | Đoạt giải    |
| 2013 | SBS Drama Awards                        | Excellence Award, Actor in a Miniseries           | Yoon Sang-hyun                           | Đề cử        |
| 2013 | SBS Drama Awards                        | Excellence Award, Actress in a Miniseries         | Lee Da-hee                               | Đề cử        |
| 2013 | SBS Drama Awards                        | Top Excellence Award, Actress in a Miniseries     | Lee Bo-young                             | Đề cử        |
| 2013 | SBS Drama Awards                        | Grand Prize (Daesang)                             | Lee Bo-young                             | Đoạt giải    |
| 2014 | Baeksang Arts Awards                    | Most Popular Actor (TV)                           | Lee Jong-suk                             | Đề cử        |
| 2014 | Baeksang Arts Awards                    | Most Popular Actor (TV)                           | Yoon Sang-hyun                           | Đề cử        |
| 2014 | Baeksang Arts Awards                    | Most Popular Actress (TV)                         | Lee Bo-young                             | Đề cử        |
| 2014 | Baeksang Arts Awards                    | Best Actor (TV)                                   | Lee Jong-suk                             | Đề cử        |
| 2014 | Baeksang Arts Awards                    | Best Actress (TV)                                 | Lee Bo-young                             | Đoạt giải    |
| 2014 | Baeksang Arts Awards                    | Best Director (TV)                                | Jo Soo-won                               | Đề cử        |
| 2014 | Baeksang Arts Awards                    | Best Drama                                        | Đôi tai ngoại cảm                        | Đề cử        |
| 2014 | Seoul International Drama Awards        | Outstanding Korean Drama OST                      | "Echo" - Every Single Day                | Chưa công bố |
| 2014 | Seoul International Drama Awards        | Outstanding Korean Drama OST                      | "Why Did You Just Come Now?" - Jung Yeop | Chưa công bố |
| 2014 | Seoul International Drama Awards        | Outstanding Korean Drama                          | Đôi tai ngoại cảm                        | Chưa công bố |

## Truyền hình quốc tế
Phim được chiếu ở Nhật Bản trên kênh cáp KNTV bắt đầu từ 15 tháng 3 năm 2014, và kênh cáp WOWOW bắt đầu từ 23 tháng 7 năm 2014 và được chiếu ở Philippines trên GMA Network bắt đầu từ 11 tháng 8 năm 2014 dưới tiêu đề I Hear Your Voice.

## Chú ý
1. ↑  Each of the episode titles is excerpted from the titles or lyrics of well-known songs.
2. ↑  Excerpted from the lyrics of "Chau Chau" (tiếng Hàn: 챠우챠우; Romaja: Chauchau), performed by Delispice.
3. ↑  Excerpted from the song of the same title, performed by Miss A.
4. ↑  Excerpted from the song of the same title, performed by The Jackson 5.
5. ↑  Excerpted from the song of the same title (tiếng Hàn: 흐린 기억 속의 그대; Romaja: Heurin Gieok Soge Geudae), performed by Hyun Jin-young.
6. ↑  Excerpted from the song of the same title (tiếng Hàn: 믿어선 안 될 말; Romaja: Mideoseon An Doel Mal), performed by Nell.
7. ↑  Excerpted from the lyrics of "You Are Another Me" (tiếng Hàn: 넌 또 다른 나; Romaja: Neon Tto Dareun Na), performed by Lee Seung-chul.
8. ↑  Excerpted from the lyrics of "Heart for Only One" (tiếng Hàn: 한 사람을 위한 마음; Romaja: Han Sarameul Wihan Maeum), performed by Lee Seung-hwan.
9. ↑  Excerpted from the song of the same title (tiếng Hàn: 누구를 위한 삶인가?; Romaja: Nugureul Wihan Salminga?), performed by Leessang featuring Hwang Jung-min và Ryoo Seung-bum.
10. ↑  Excerpted from the lyrics of "My Love by My Side" (tiếng Hàn: 내 사랑 내 곁에; Romaja: Nae Sarang Nae Gyeote), performed by Kim Hyun-sik.
11. ↑  Excerpted from the lyrics of "Past Days" (tiếng Hàn: 지난 날; Romaja: Jinan Nal), performed by Yu Jae-ha.
12. ↑  Excerpted from the song of the same title (tiếng Hàn: 미안해, 널 미워해; Romaja: Mianhae, Neol Miwohae), performed by Jaurim.
13. ↑  Excerpted from the song of the same title (tiếng Hàn: 기억의 습작; Romaja: Gieokui Seupjak), performed by Exhibition.
14. ↑  Excerpted from the lyrics of "I Love You" (tiếng Hàn: 사랑합니다; Romaja: Saranghamnida), performed by Tim.
15. ↑  Excerpted from the lyrics of "The Days" (tiếng Hàn: 그날들; Romaja: Geunaldeul), performed by Kim Kwang-seok.
16. ↑  Excerpted from the lyrics of "Left-Handed" (tiếng Hàn: 왼손잡이; Romaja: Oensonjabi), performed by Panic.
17. ↑  Excerpted from the overture to The Thieving Magpie (tiếng Hàn: 도둑까치 서곡; Romaja: Dodukggachi Seogok), written by Gioachino Rossini.
18. ↑  Excerpted from the lyrics of "Without You", performed by 1TYM.
19. ↑  Excerpted from the lyrics of "White Night" (tiếng Hàn: 백야; Romaja: Baekya), performed by Zitten.